# Soneto 27
| «» Soneto 27 |
| --- |
| Weary with toil, I haste me to my bed, The dear repose for limbs with travel tired; But then begins a journey in my head To work my mind, when body's work's expired: For then my thoughts--from far where I abide-- Intend a zealous pilgrimage to thee, And keep my drooping eyelids open wide, Looking on darkness which the blind do see: Save that my soul's imaginary sight Presents thy shadow to my sightless view, Which, like a jewel hung in ghastly night, Makes black night beauteous, and her old face new. Lo! thus, by day my limbs, by night my mind, For thee, and for myself, no quiet find. |
| –William Shakespeare |

Soneto 27 foi escrito por William Shakespeare e faz parte dos seus 154 sonetos. É o único soneto shakespeariano que utiliza o pangrama.

## Traduções
Na tradução de Thereza Christina Rocque da Motta,
Cansado do trabalho, corro ao leito
Para repousar meus membros exaustos de viagem;
No entanto, inicia-se uma jornada em minha mente,
Depois que a atividade de meu corpo cessa:
Assim, meus pensamentos (vindos de muito longe)
Começam uma lenta peregrinação até onde estás,
E fazem que meus olhos sonolentos não se fechem,
Encarando o negror que os cegos veem:
Exceto que a visão imaginária de minh’alma
Traz tua sombra invisível,
Que, como uma joia suspensa no escuro,
Adorna a noite turva, a renovar seus traços.
Vê! Assim, de dia, as pernas e, à noite, a mente,
Nem por mim, nem por ti, encontram paz.